# Attaque d'Aguel'hoc (2021)
Pour les articles homonymes, voir Attaque d'Aguel'hoc.
Guerre du Mali
Batailles
L'attaque d'Aguel'hoc a lieu le 2 avril 2021 pendant la guerre du Mali. Elle oppose le contingent tchadien de la MINUSMA aux djihadistes du groupe de soutien à l'islam et aux musulmans. Attaqués, les Tchadiens parviennent à repousser les djihadistes et leur infligent de lourdes pertes.

## Déroulement
Le matin du 2 avril 2021, à 6 h 15, deux positions des forces tchadiennes de la MINUSMA sont attaquées par les djihadistes à Aguel'hoc. Certains assaillants portent des treillis de l'armée tchadienne. Leur nombre est estimé à une centaine ou jusqu'à 200. L'opération aurait été dirigée par Iyad Ag Ghali lui-même.
Les combats durent trois heures et les troupes tchadiennes parviennent à contenir l'assaut. Les djihadistes subissent un important revers et battent en retraite après avoir essuyé de lourdes pertes,.

## Pertes
Quatre soldats tchadiens sont tués selon un communiqué de la MINUSMA. Une source militaire tchadienne de l'AFP confirme quant à elle le bilan de quatre tués et fait aussi mention de 16 blessés. La MINUSMA donne finalement un bilan de quatre soldats tués et 17 blessés dans son rapport du 1er juin 2021. Parmi les morts, figure le capitaine Abdel Razak Hamid Barh, qui, selon RFI, se serait porté à la rencontre d'un véhicule piégé avec un blindé.
Du côté des djihadistes, la MINUSMA fait initialement mention de « lourdes pertes ». Un responsable onusien affirme ensuite à l'AFP qu'une vingtaine de djihadistes ont été tués, sur la centaine ayant pris part au combat. Après des opérations de ratissage les 4 et 5 avril, Mahamat Saleh Annadif, le représentant spécial du secrétaire général de l'ONU pour le Mali, annonce que le bilan est de « plus de quarante terroristes tués », dont un chef, Abdallaye Ag Albaka, ancien maire de Tessalit, présenté comme un bras droit d'Iyad Ag Ghali. RFI donne un bilan plus précis d'au moins 41 tués et cinq prisonniers du côté des assaillants.
Cependant pour le journaliste Wassim Nasr, le commandant djihadiste tué lors de l'action serait le Tunisien Abou Khaled al-Tunsi. Abdallaye Ag Albaka, bien qu'ayant effectivement participé au combat, aurait quant à lui survécu.
Le journal malien L'Alerte accuse les soldats tchadiens d'avoir tué plusieurs civils pendant les combats, deux ou trois ayant été enterrés avec les djihadistes d'après des témoignages de certains habitants.